# Jardin botanique de Barcelone
Ne doit pas être confondu avec Jardin botanique historique de Barcelone.
Le jardin botanique de Barcelone est le centre de référence de la flore méditerranéenne en Catalogne. Créé en 1999, il est situé sur la pente du parc de Montjuïc, comme le jardin botanique historique de Barcelone (créé en 1930). Ces deux jardins font partie intégrante du musée des Sciences naturelles de Barcelone.

## Histoire
Le premier jardin botanique de Barcelone a été créé en 1930 dans les trous laissés par d'anciennes carrières de pierres dans la partie haute de la colline de Montjuïc sur un terrain en forte pente. La guerre d'Espagne (1936-1939) retarda son ouverture au public, qui n'eut lieu qu'en 1941. Ce jardin accueille les collections des plantes des Pyrénées et des iles Baléares, ce qui lui a permis très rapidement de jouer un rôle de conservatoire de la biodiversité. Il a été fermé en 1986 avec le lancement des travaux des installations sportives destinées aux Jeux olympiques de Barcelone de 1992, mais il a rouvert en 2003.
Entretemps, un nouveau jardin botanique avait été créé et inauguré en 1999, qui prit le nom de jardin botanique de Barcelone, le jardin créé en 1930 devenant alors le jardin botanique historique de Barcelone. En 2008 les deux jardins ont intégré le musée des Sciences naturelles de Barcelone.

## Flore méditerranéenne
C'est une végétation liée au climat méditerranéen, qui se caractérise par un long été sec, des hivers doux et des pluies au printemps et durant l'automne. Ce climat ne se retrouve que sur 5 % de la surface de la terre mais dans cinq régions du monde, dans lesquelles les plantes ont eu une évolution adaptative spécifique qui pourtant donne des paysages assez semblables.
Les sentiers permettent de circuler de zone en zone, en commençant par les îles Canaries situées à l'entrée et de monter jusqu'à la méditerranée occidentale surplombée par l'institut botanique.
Sous la forêt de pins et de palmier, les diverses euphorbes caractéristiques des Îles Canaries :

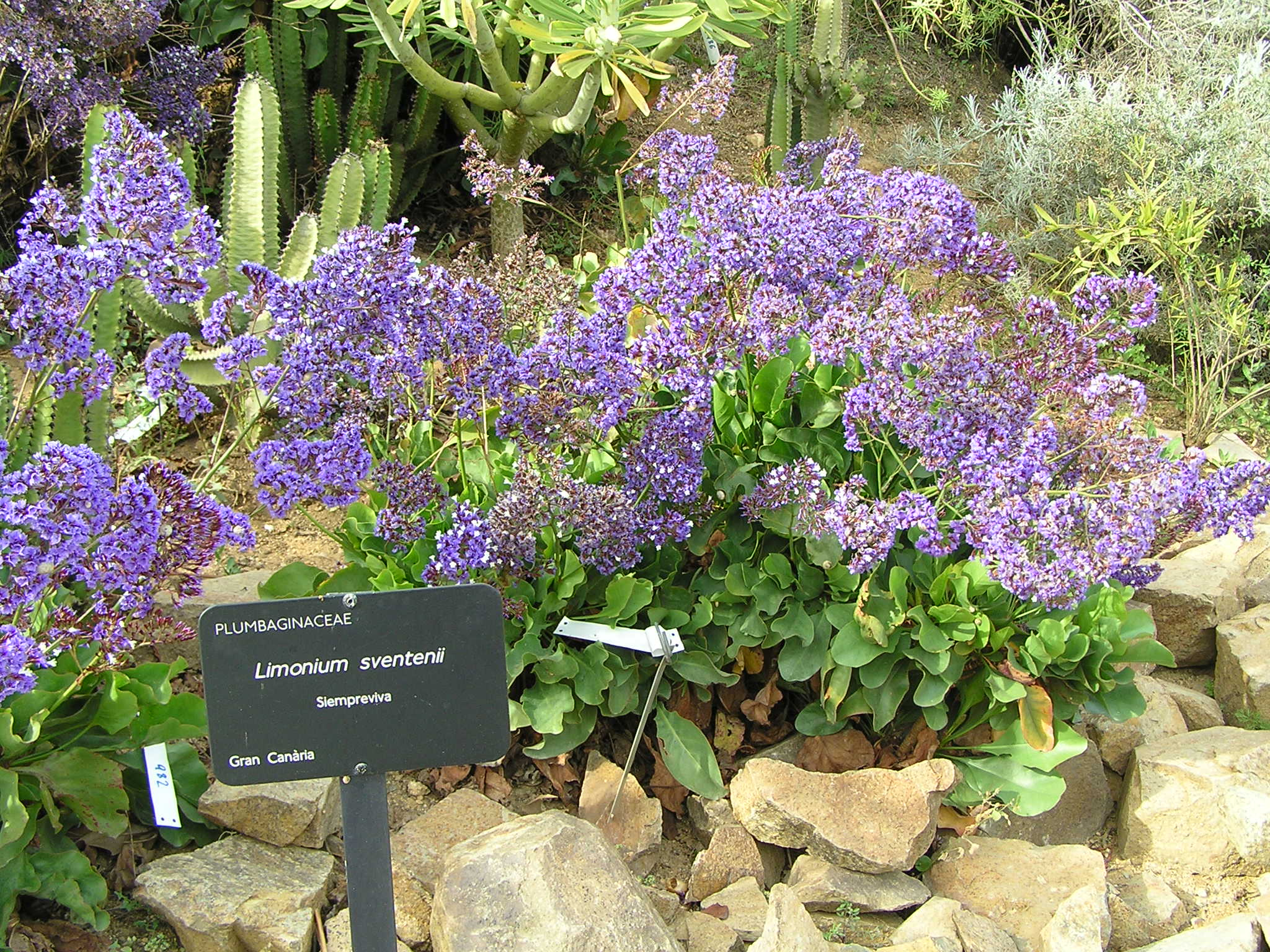
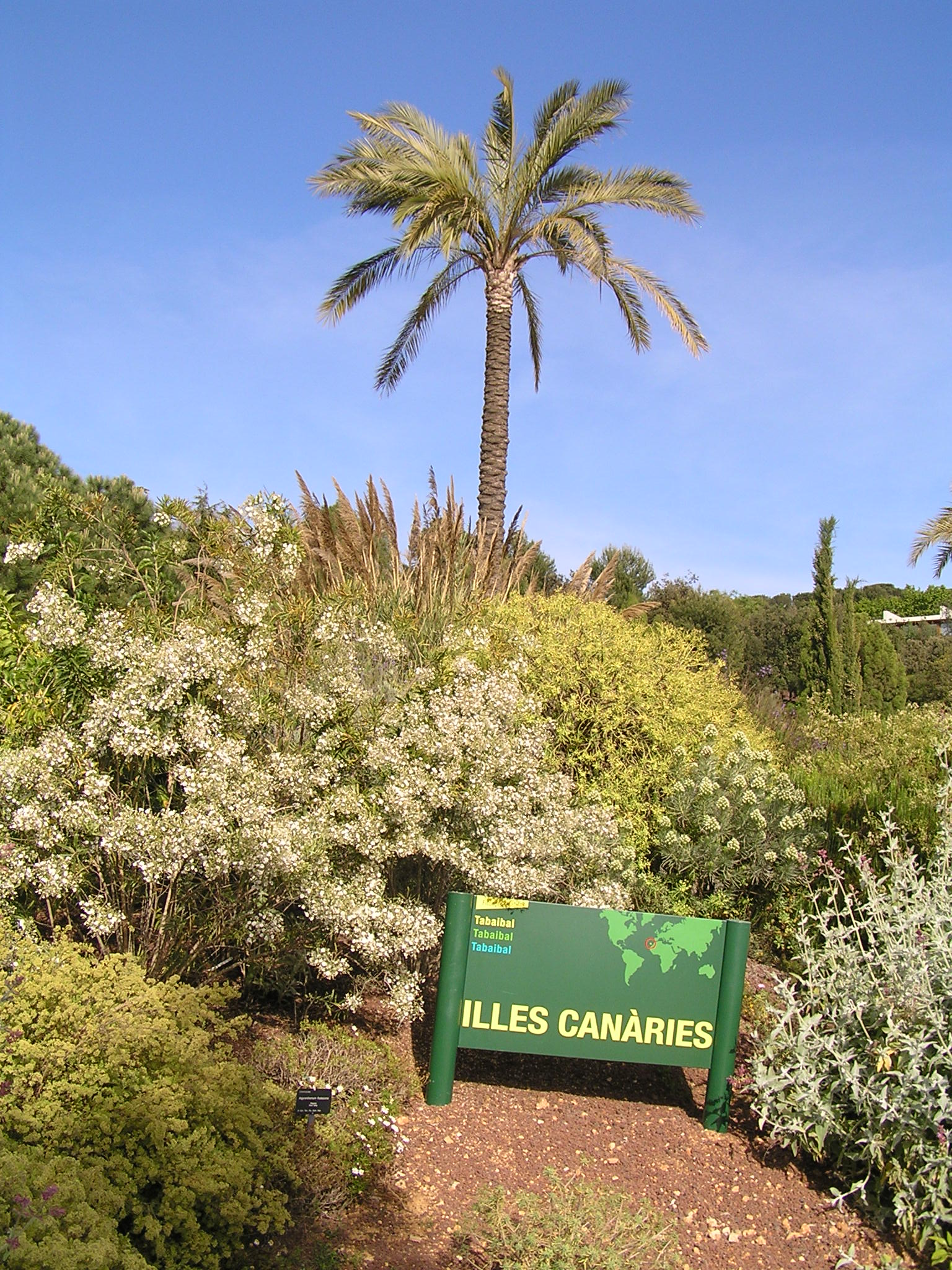
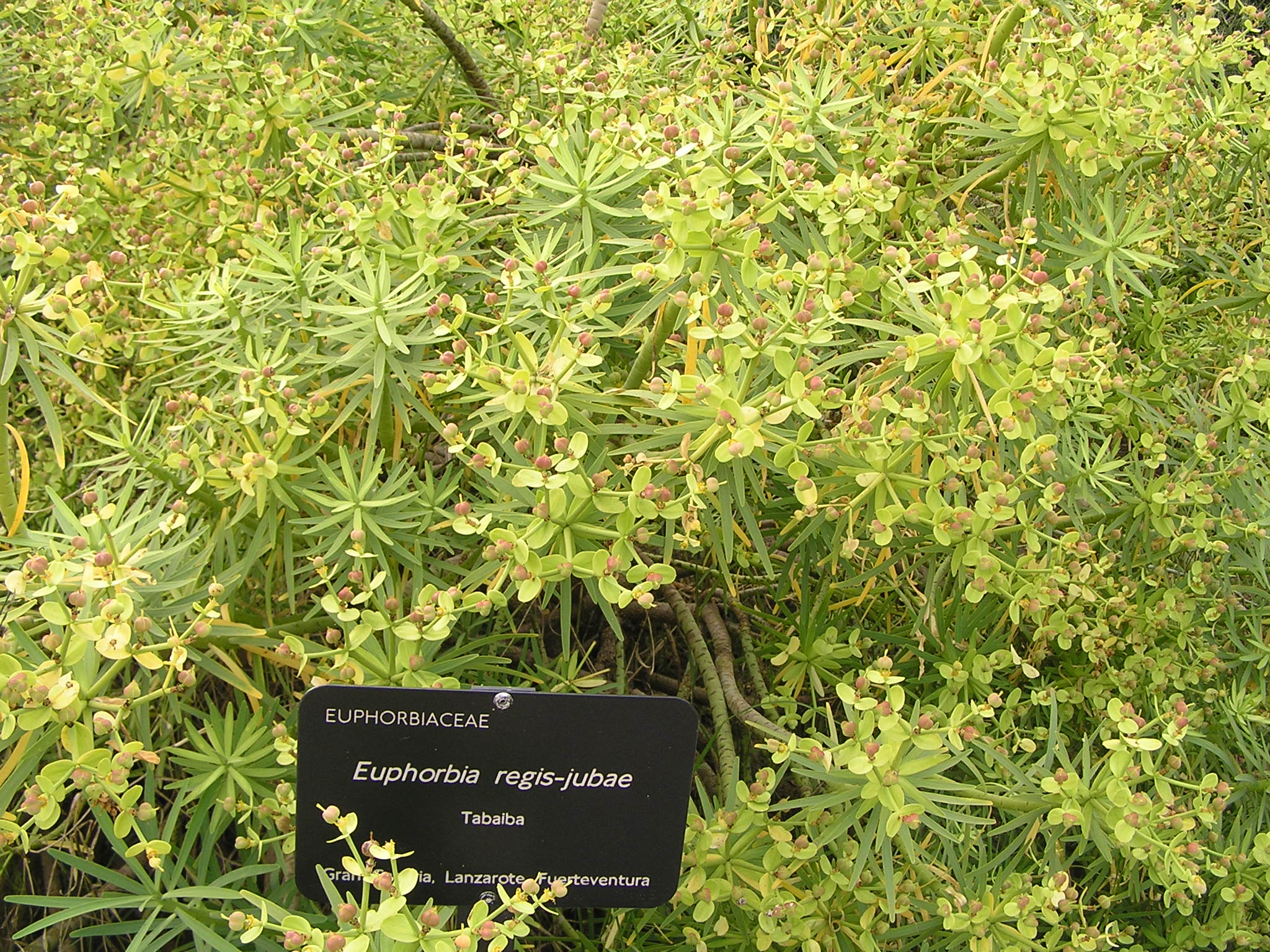

La végétation d'Afrique du Sud est représentée par des arbres dont des acacias et des erythrinas,  et surtout des fleurs éclatantes gazanias et diverses composées et plantes grasses :

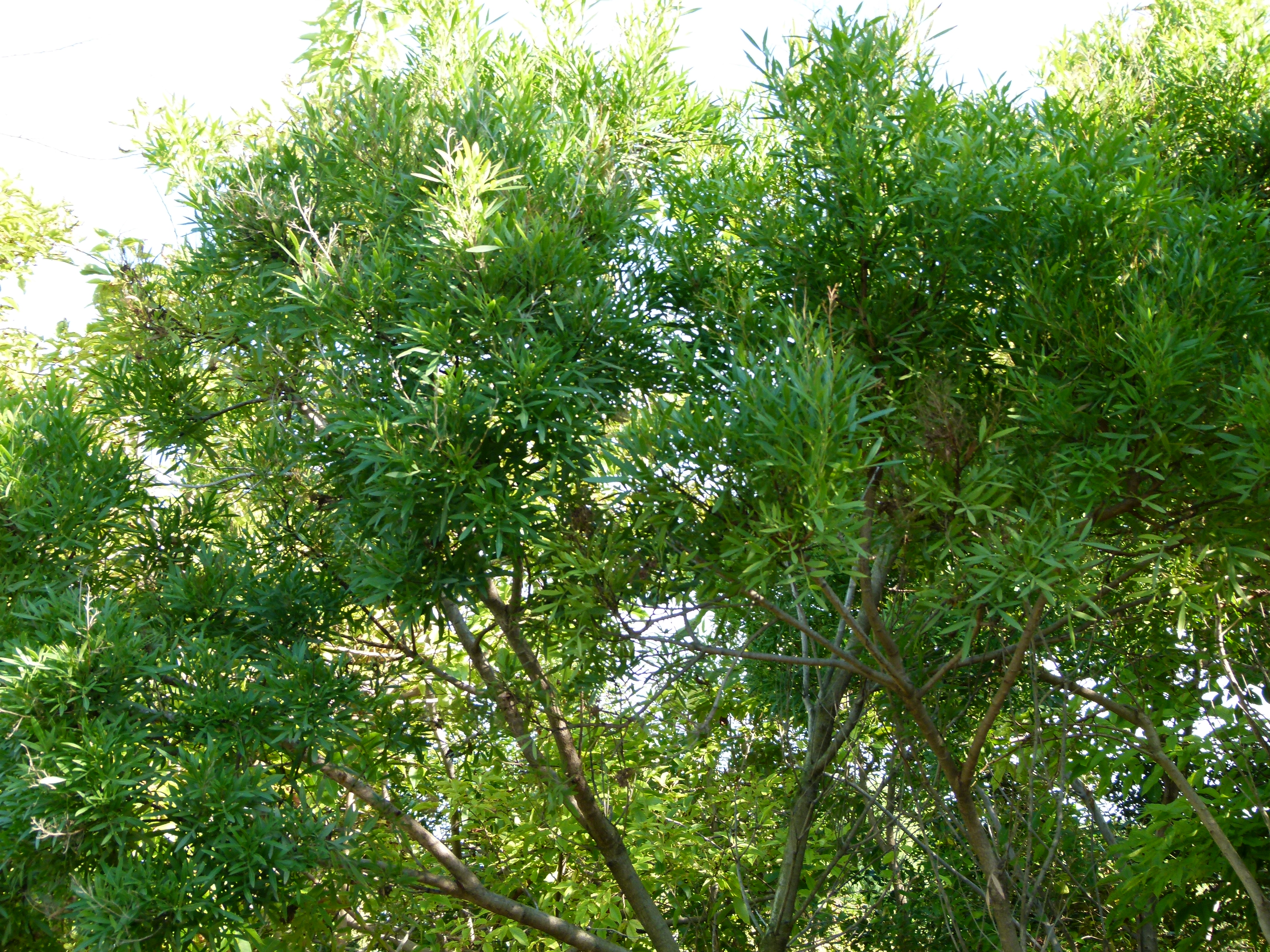
Loxostylis alata
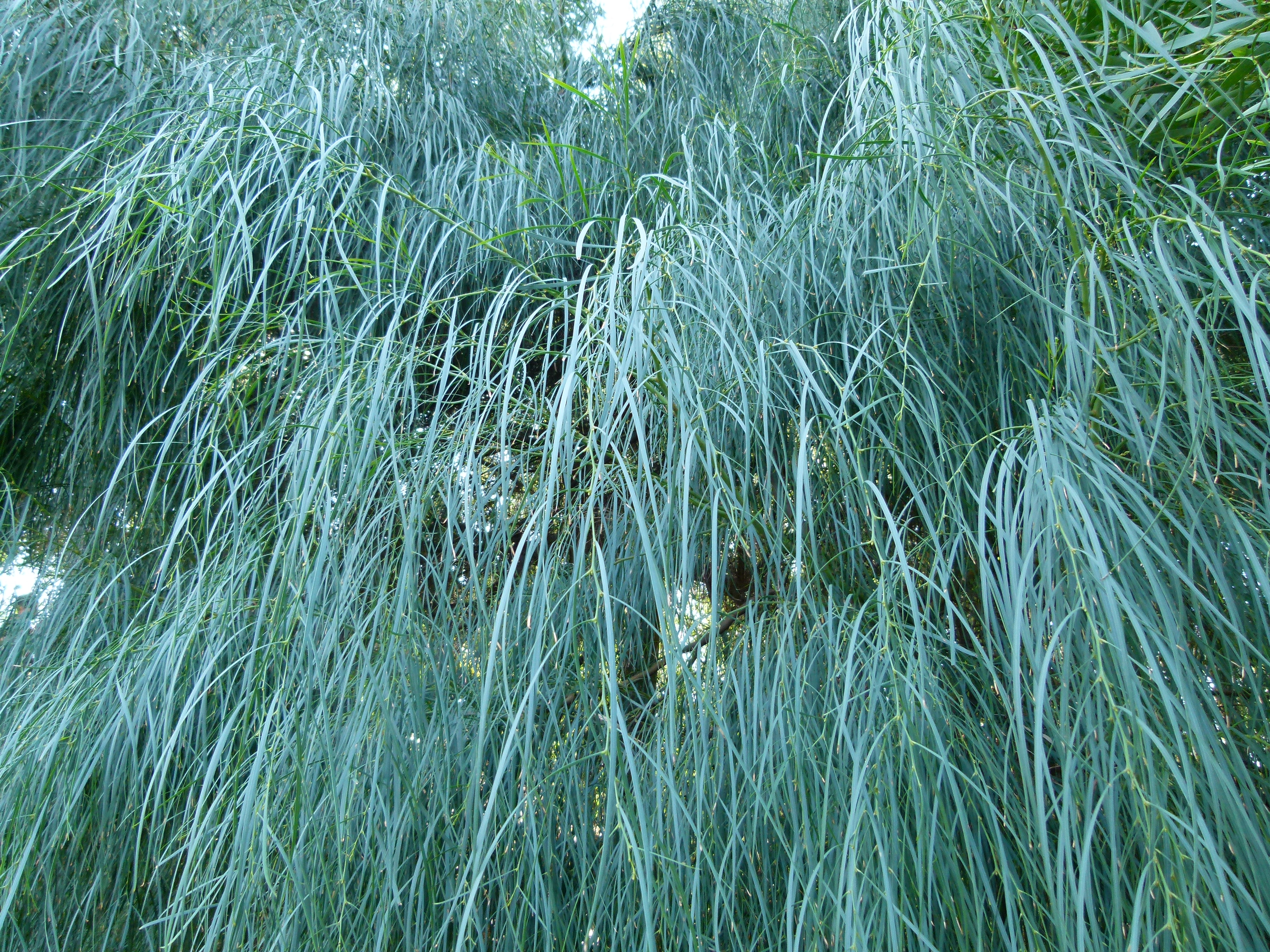
Acacia saligna
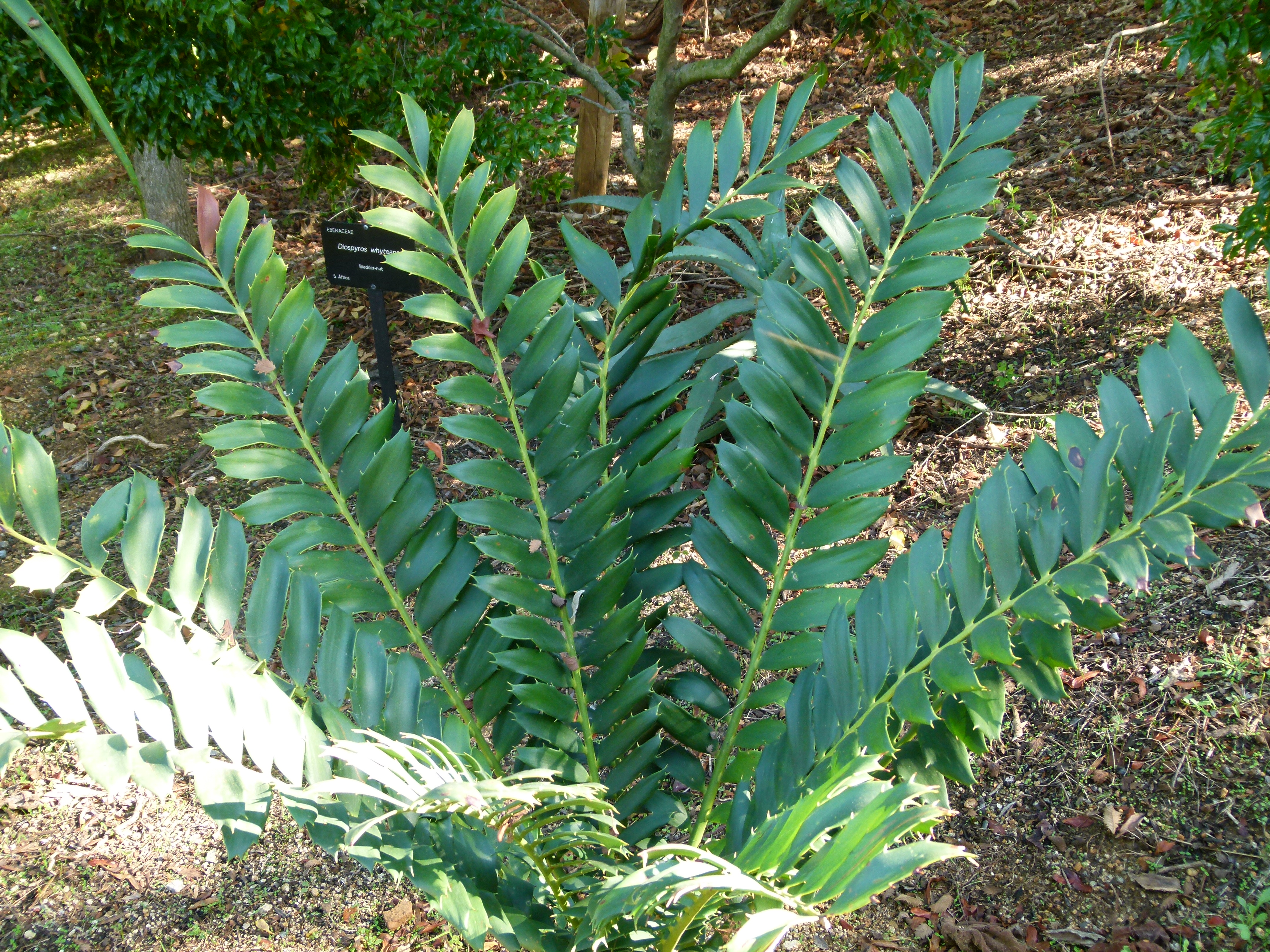
Encephalartos ferox
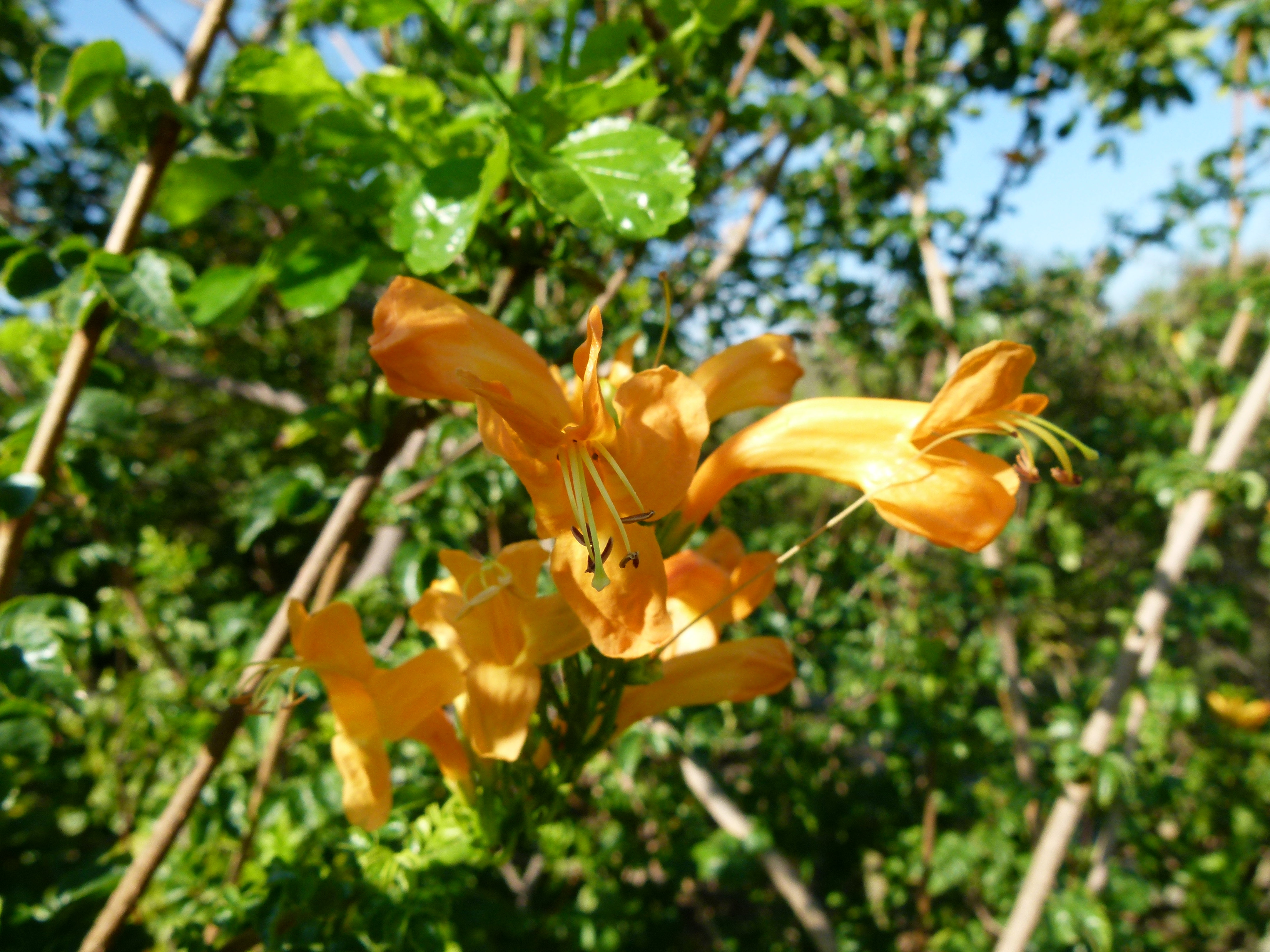
Tecoma capensis

La zone consacrée à l'Australie présente la foret ancienne dominée par les banksias, les grevillea et les eucalyptus :

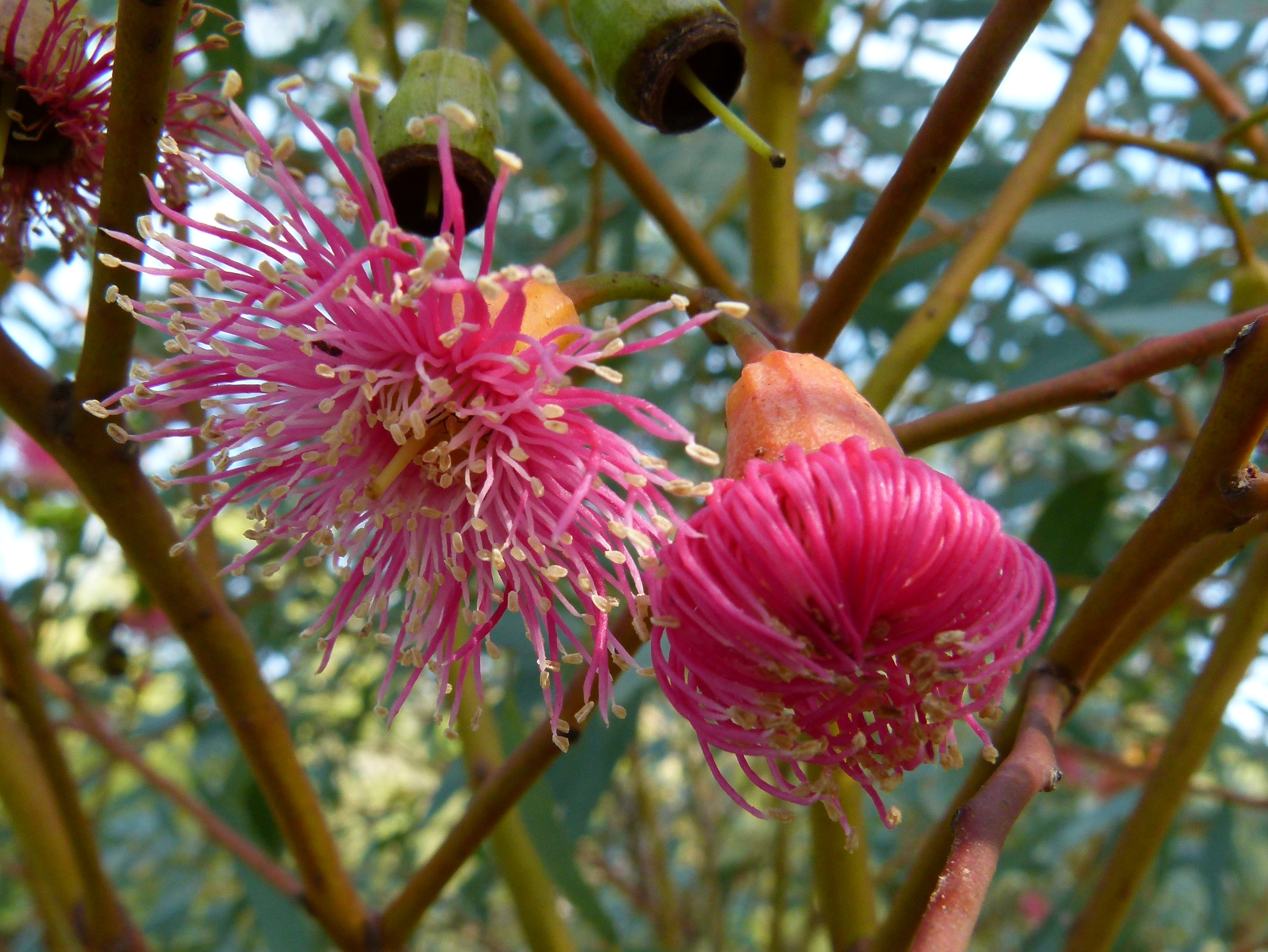
Eucalyptus torquata
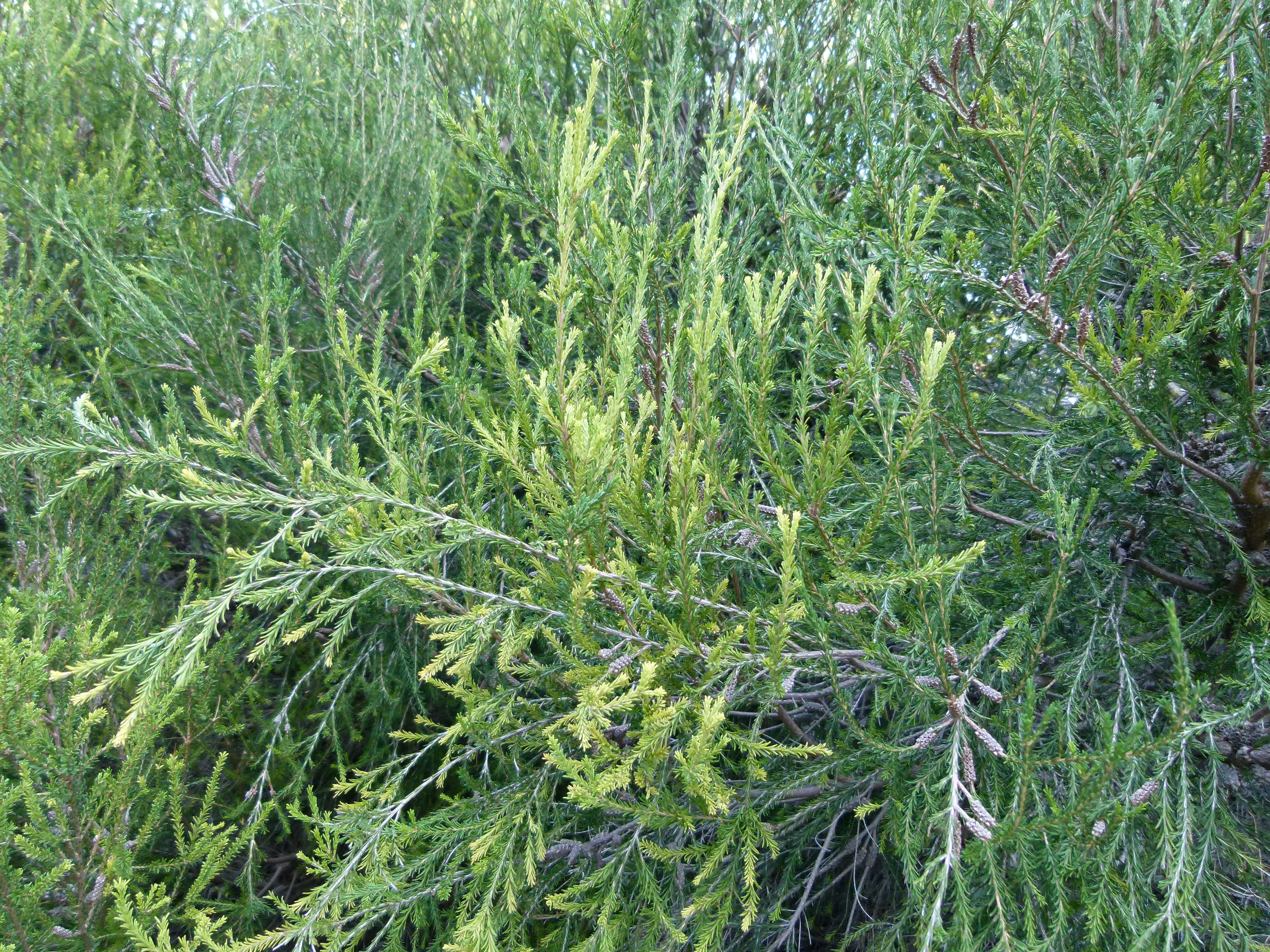
Melaleuca ericifolia

Parmi les plantes de rivages littoraux secs du Chili prédominent les puyas les cactus San Pedro.
Les formations boisées typiques de Californie sont variées avec des Séquoias[Lesquels ?], des pins américains, des cyprès et des chênes, alors que yuccas et agaves colonisent les espaces sub-désertiques.
En Méditerranée orientale, la forêt et la steppe sont dominées par les genets et les plantes de la famille des composées, tandis que la Méditerranée occidentale est caractérisé par le maquis dominé par les plantes aromatiques, composées et labiées.
La foret de l'Atlas est représentée par ses cèdres Cedrus atlantica, ses arganiales Argania spinosa et quelques labiées.

## Institut botanique
Il est spécialisé dans l'étude de la flore méditerranéenne.
Sa bibliothèque a été créée en 1916.
Son herbier comporte trois sections : 
- herbier historique constitué de plantes recueillies du XVIIe au XIXe siècle
- herbier général
- herbier des cryptogammes.

Le musée Salvador ou cabinet d'histoire naturelle donné à l'institut botanique en 1938 et qui comporte une bibliothèque, un important herbier pré-Linnéen et des collections de minéraux et de fossiles.

## Galerie de photos

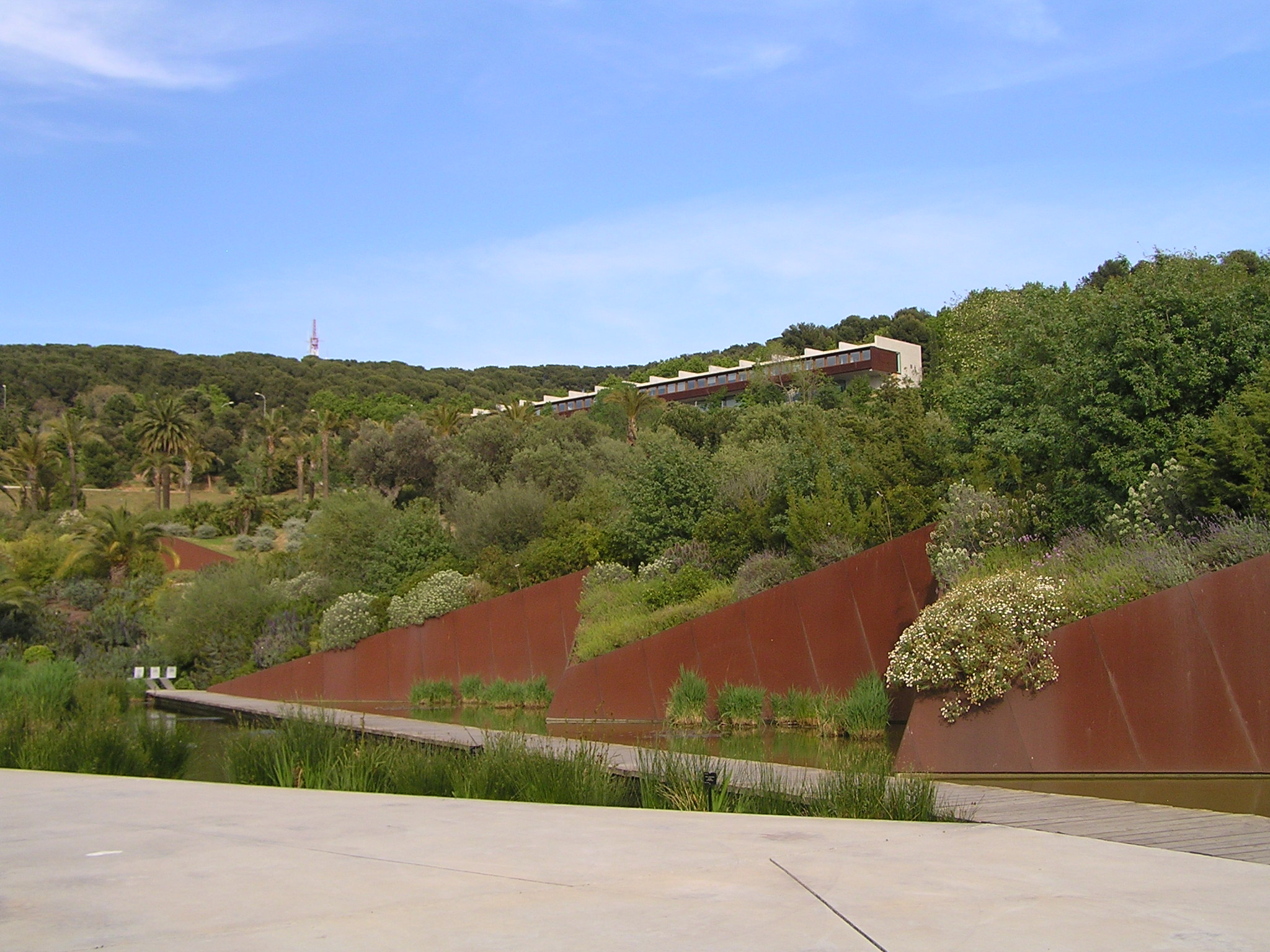
vue depuis l'entrée.
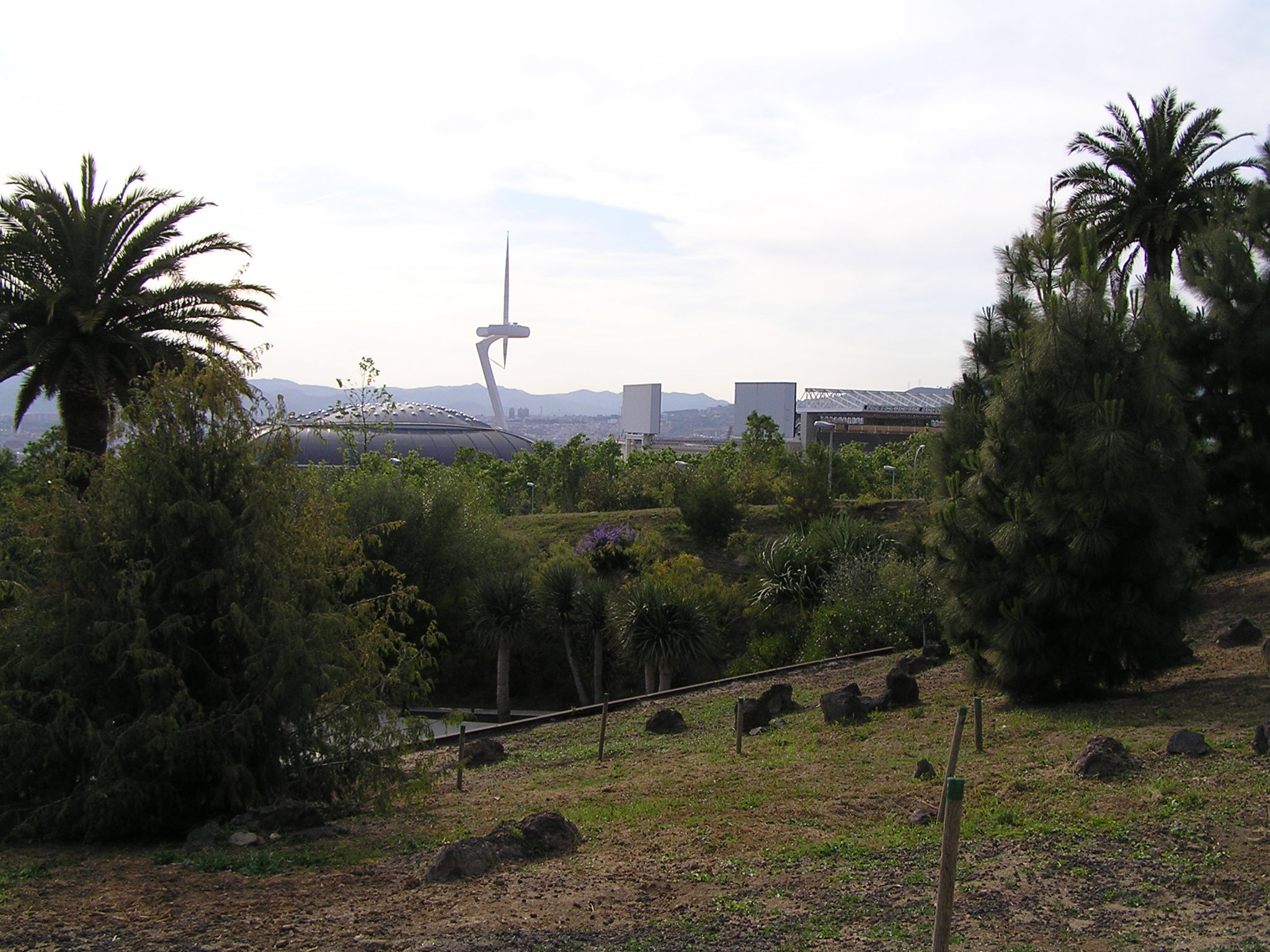
vue vers Barcelone.
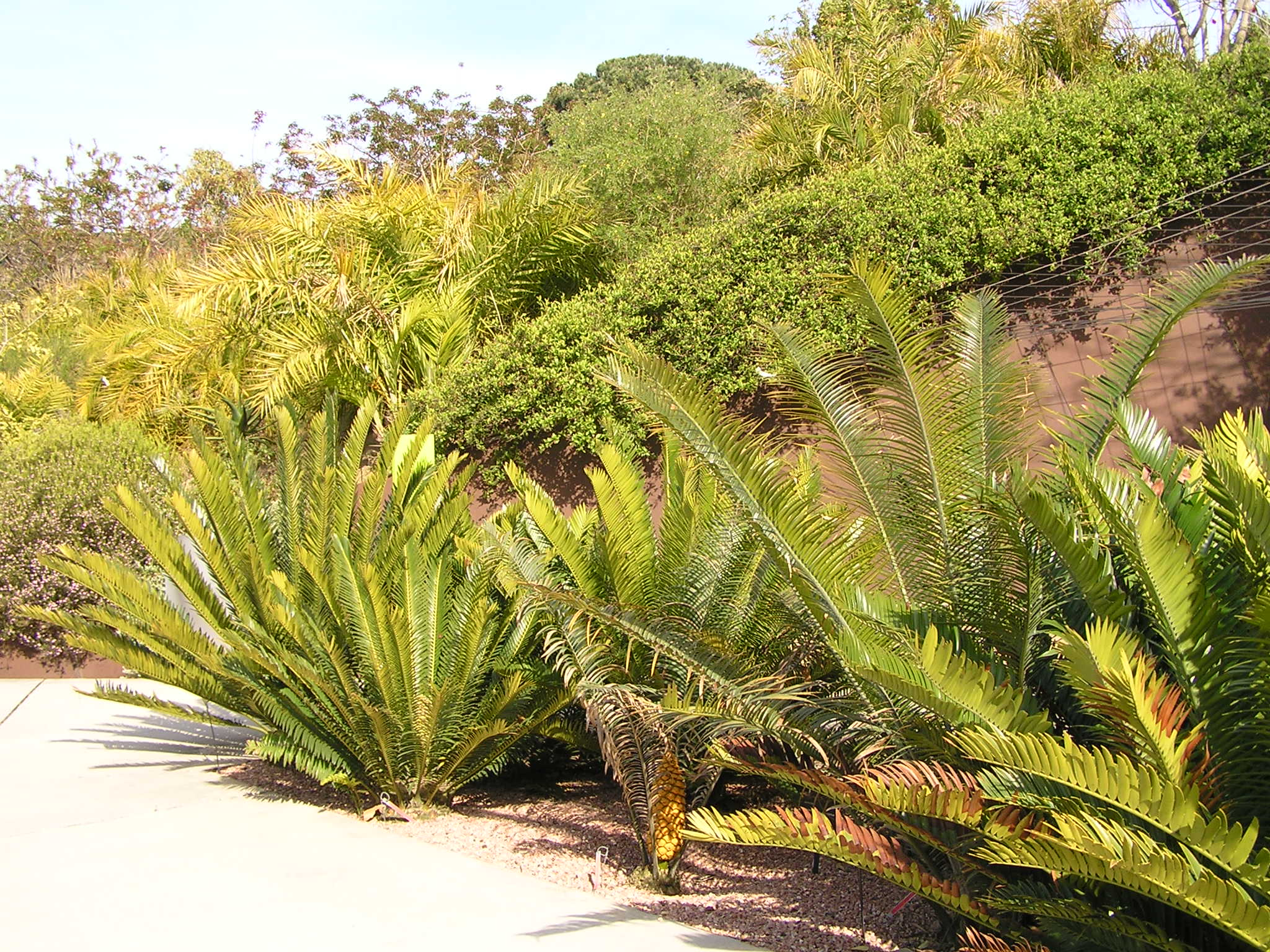
allée de palmiers
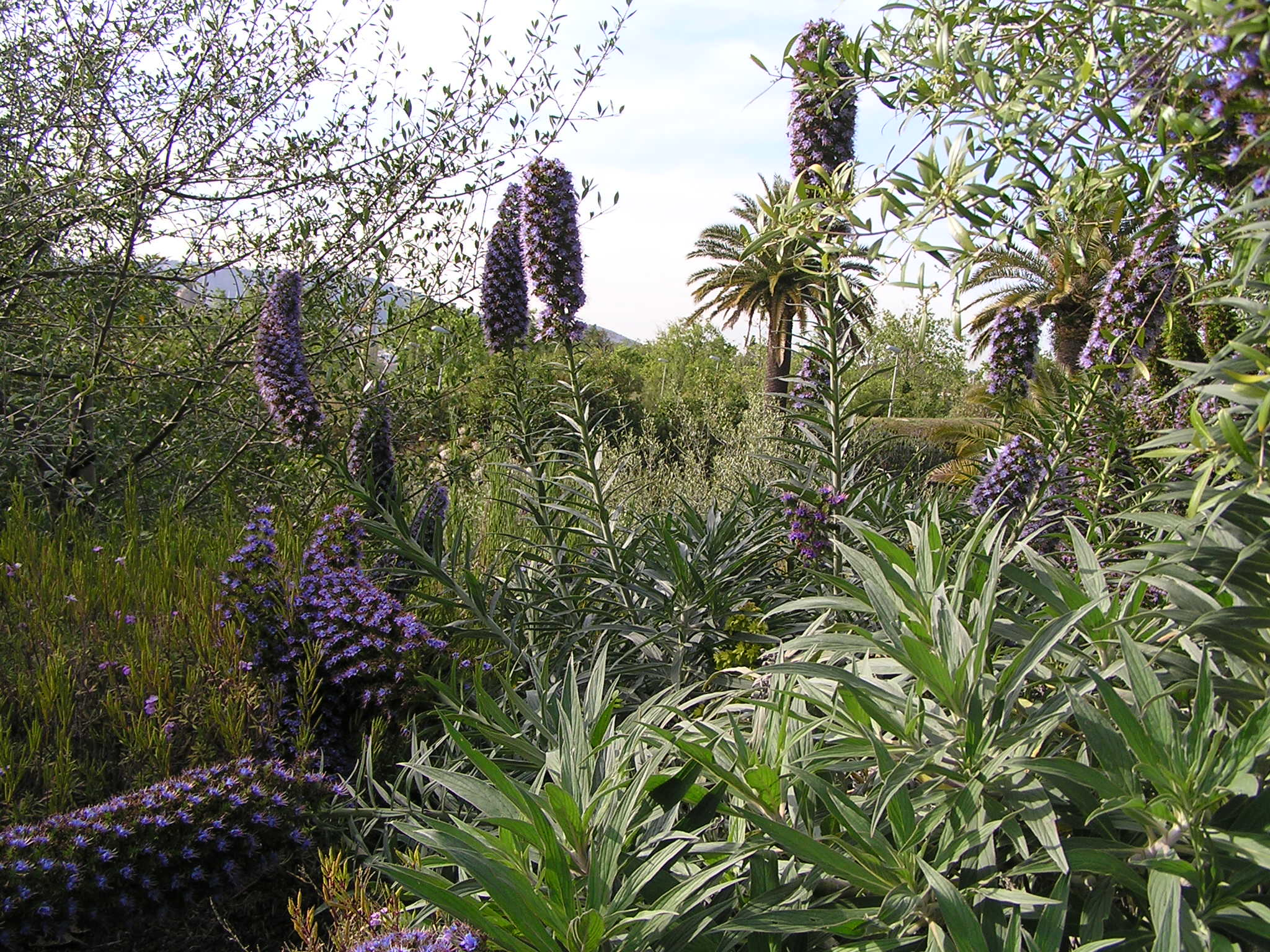
Echium candicans.
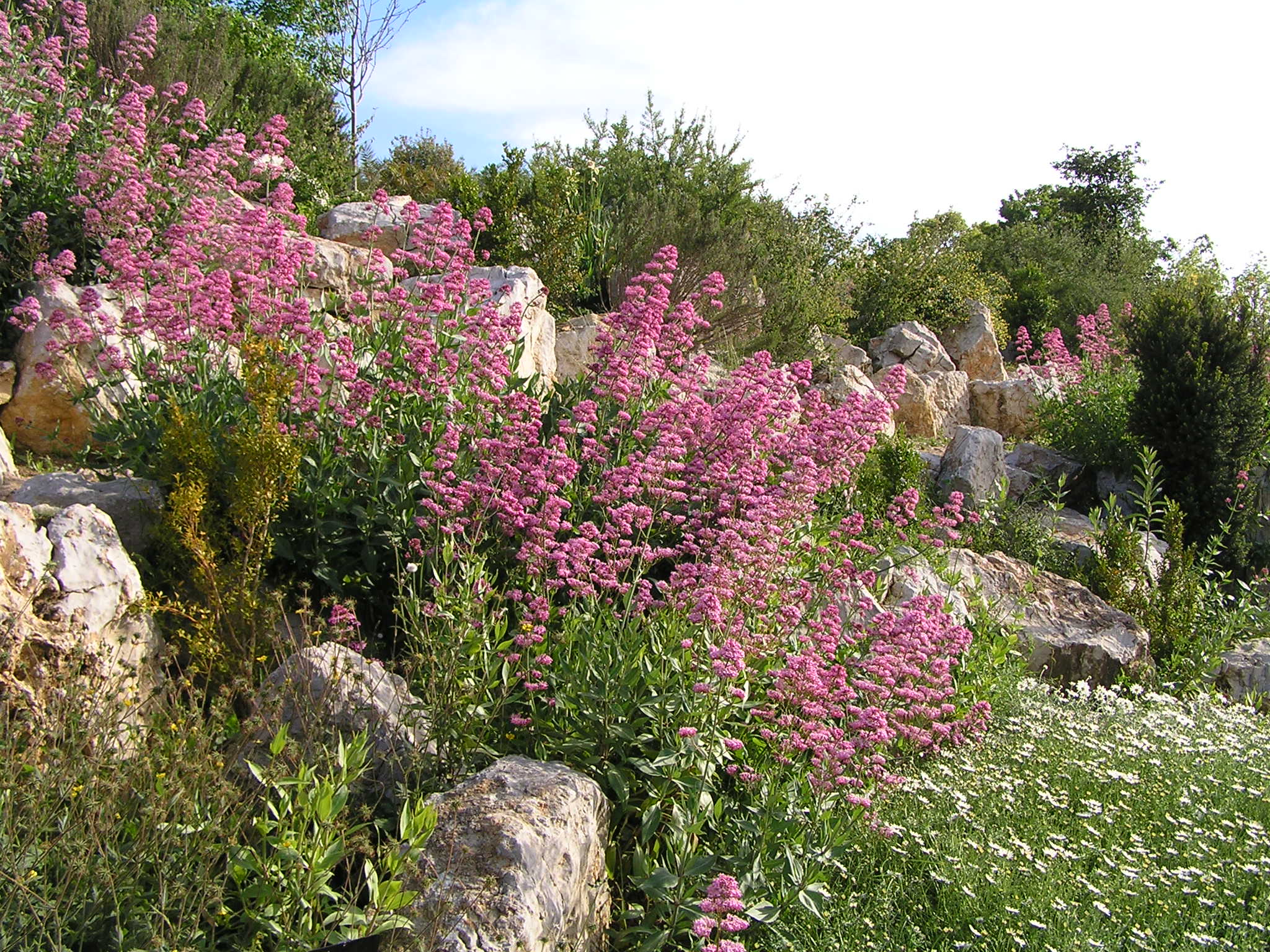
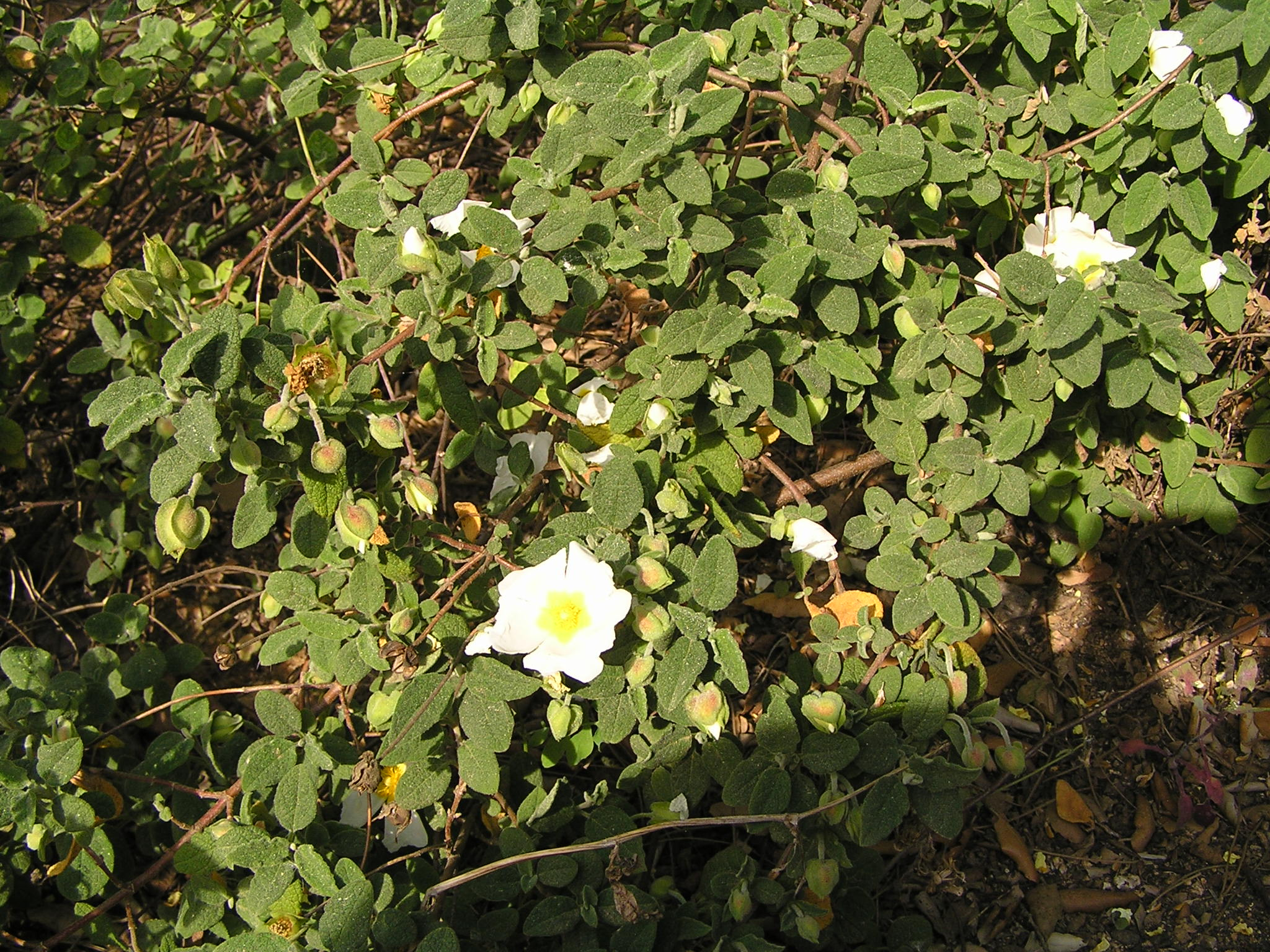
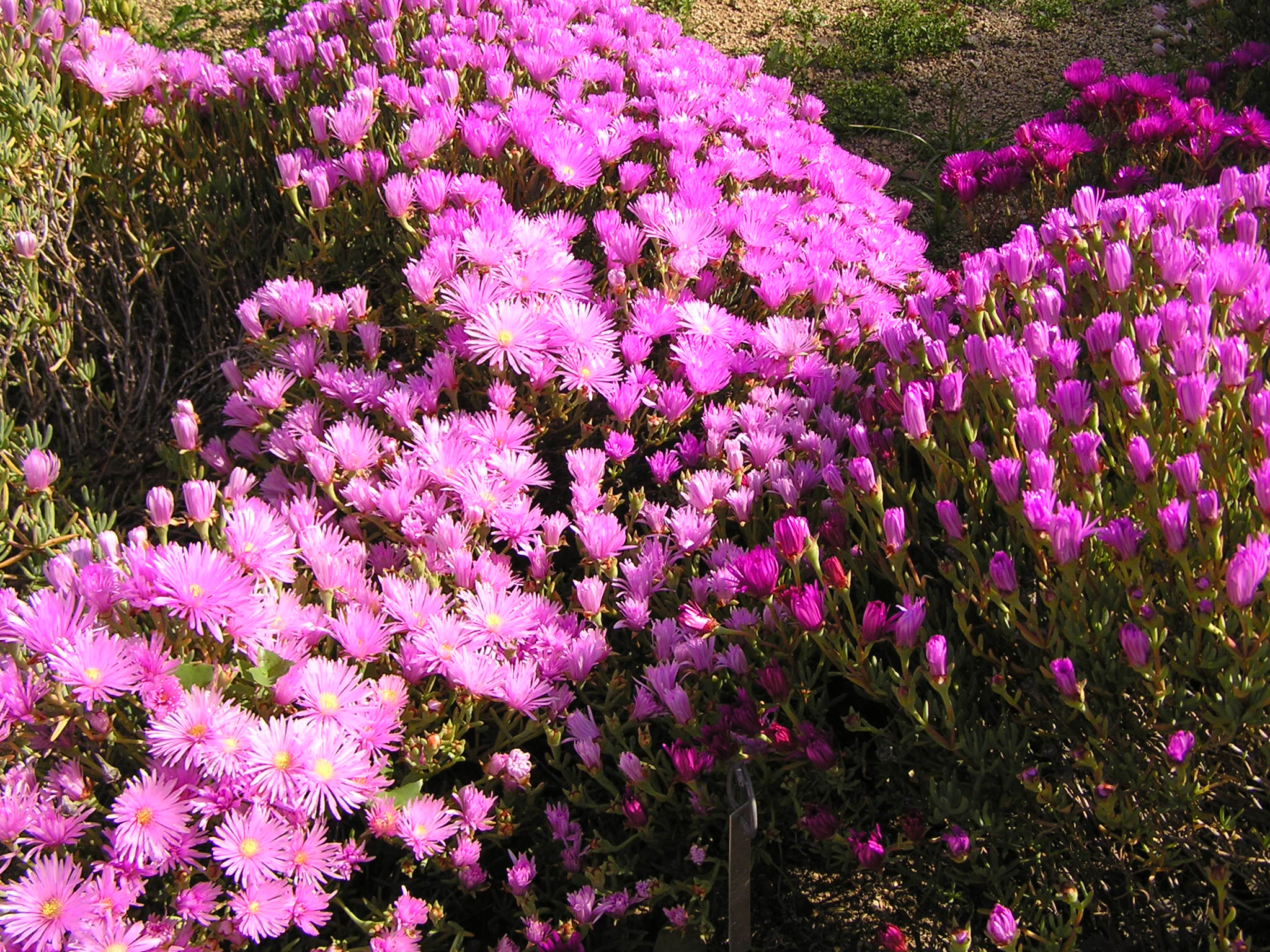
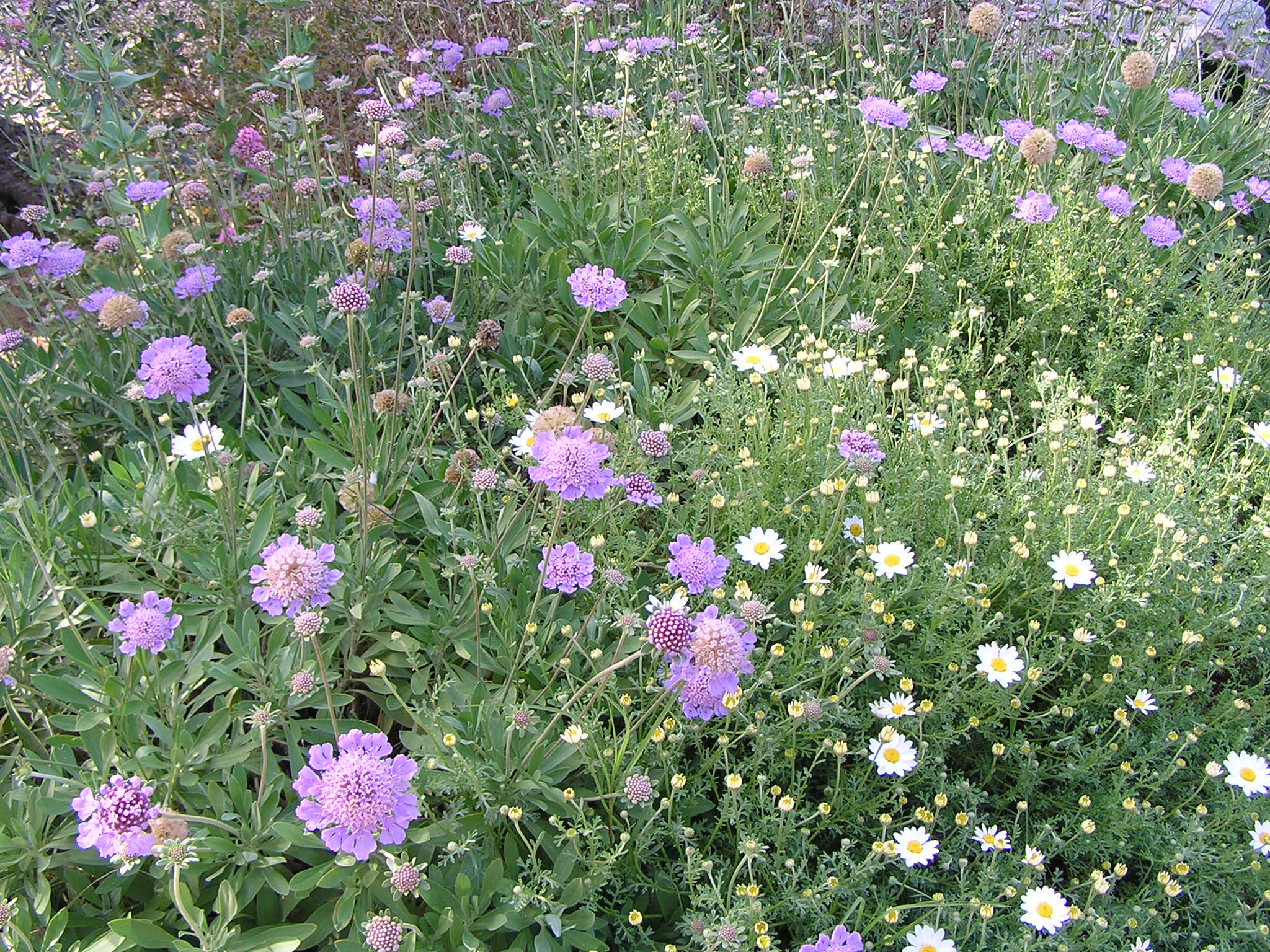
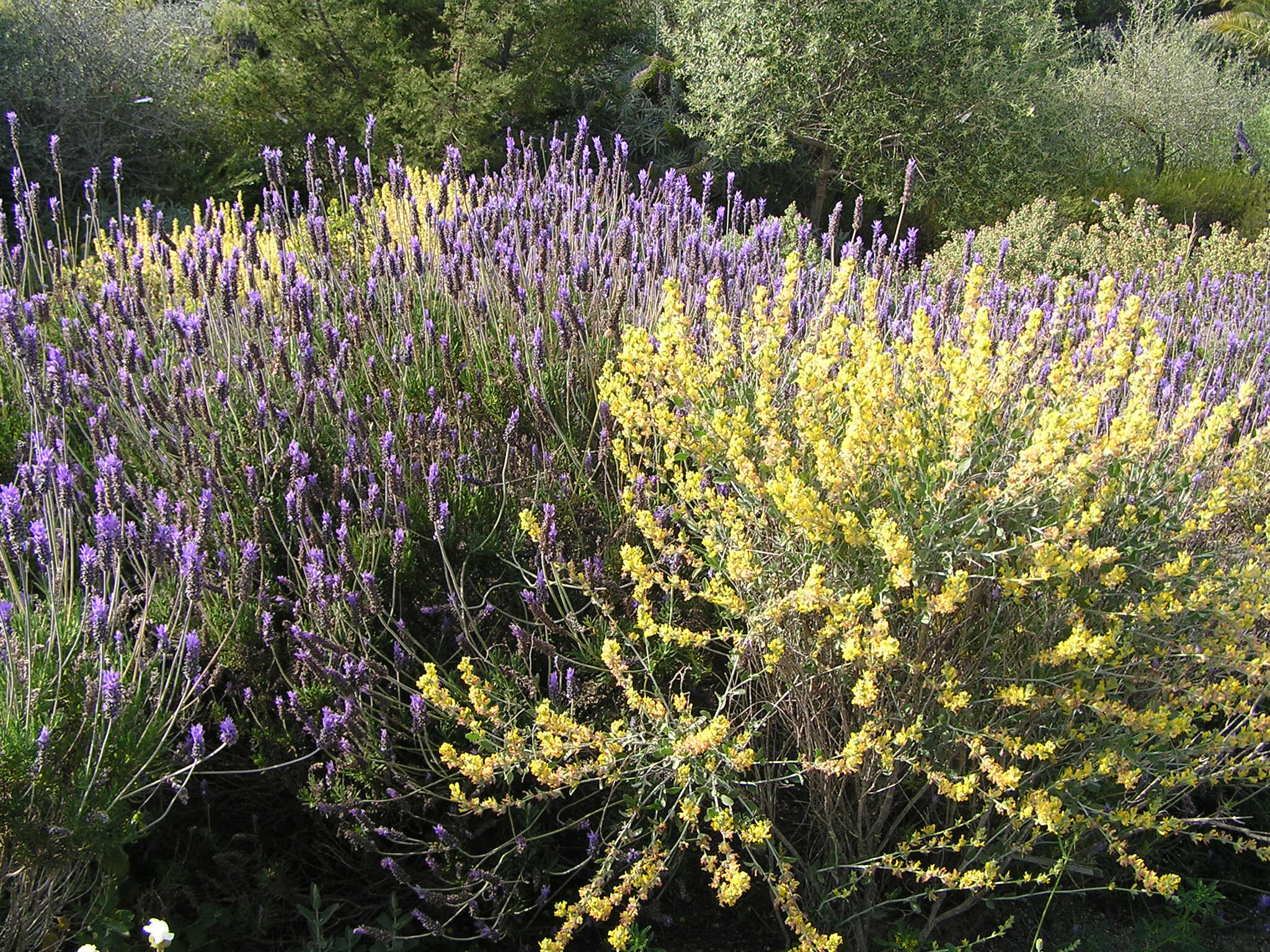
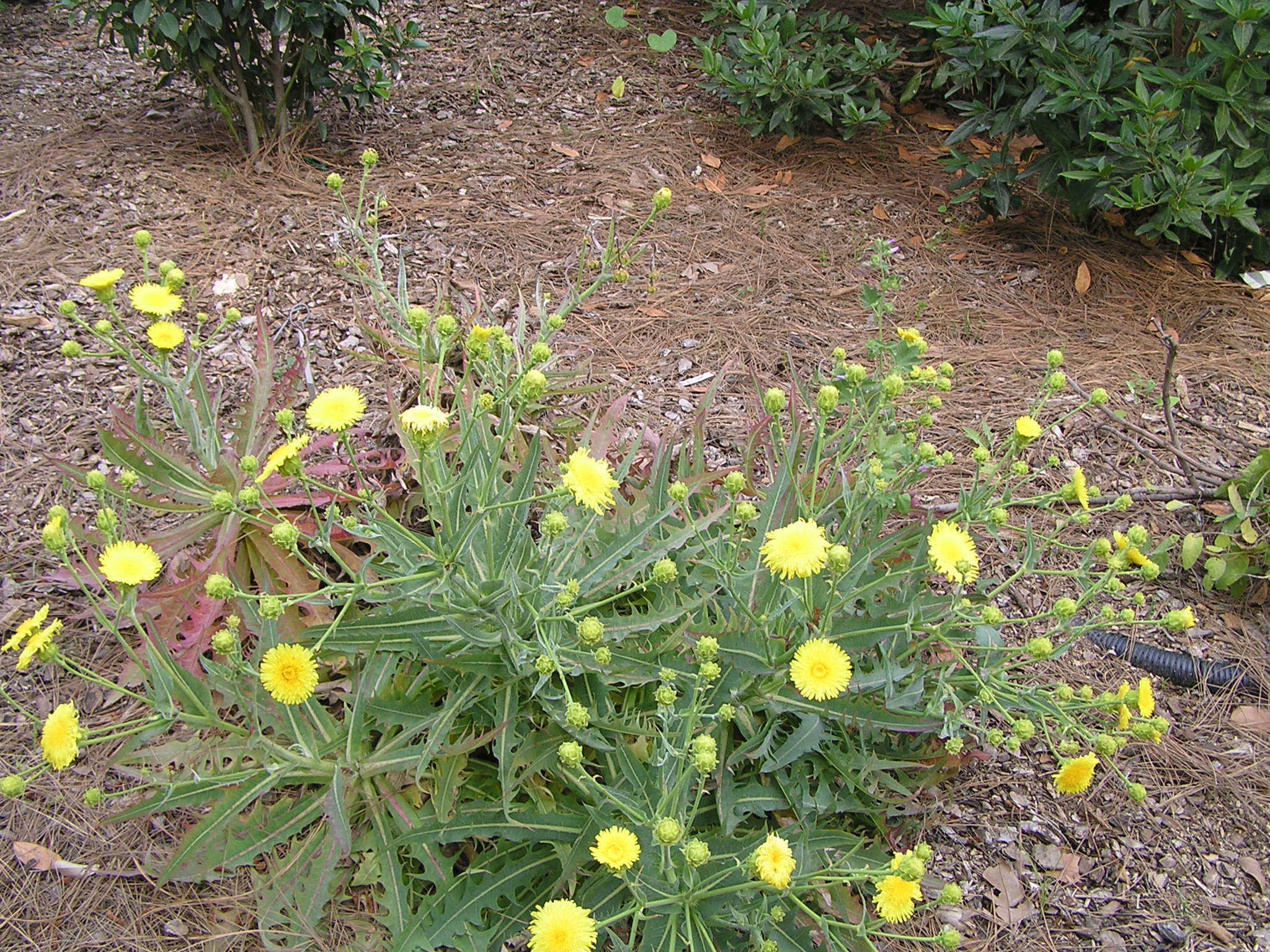
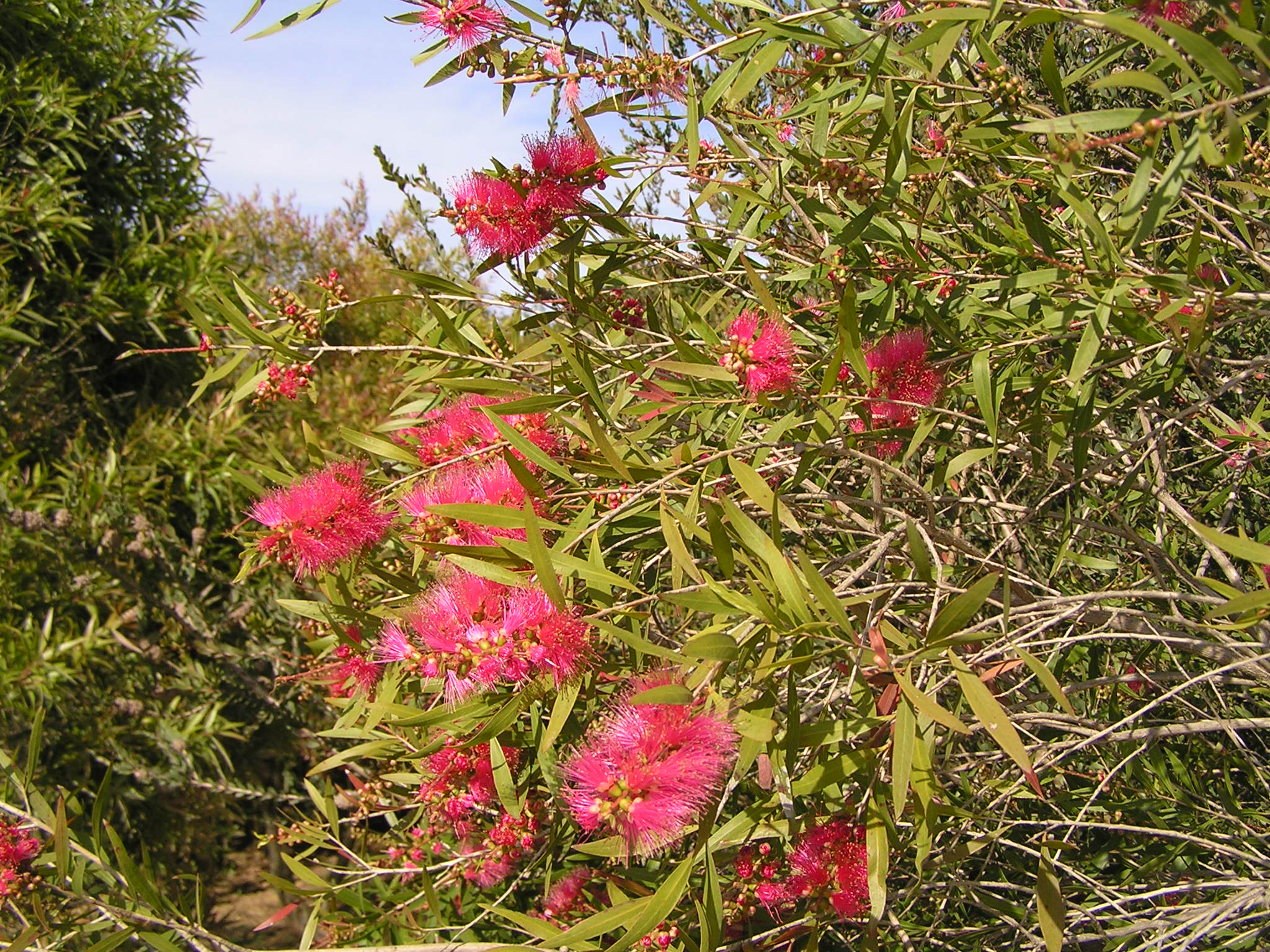
Callistemon rigidus.
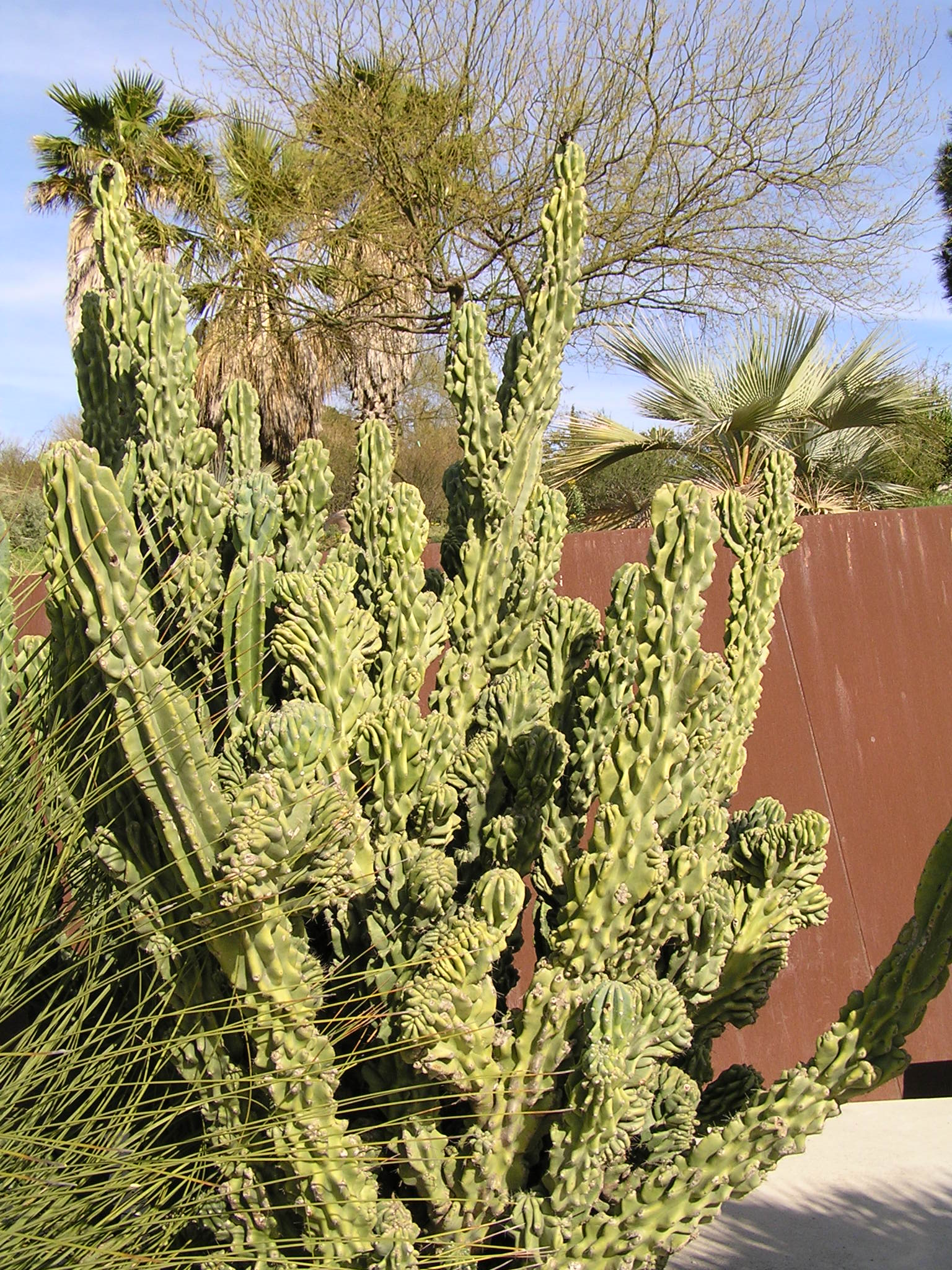
Cereus hildmannianus.